# Andreas Metaxas
Andreas Metaxás (Cefalonia, 1786-Atenas, 19 de septiembre de 1860) fue un político y diplomático griego.

## Biografía
Nacido en la isla de Cefalonia a finales del siglo XVIII, durante la última parte de la guerra de la independencia (1824-1827) acompañó a Ioannis Kapodistrias en Grecia, que lo nombró ministro de Guerra. Era un partidario devoto de Kapodistrias y después de su asesinato en 1831, Metaxas fue miembro del Gobierno provisional hasta la subida al trono del rey Otón I de Grecia en 1833. Durante el reinado de Otón I, fue consejero y ministro (embajador) en Madrid y Lisboa. En 1840 fue nombrado ministro de Guerra. En 1843-1844 presidió el Consejo de Ministros, y más tarde fue embajador en Constantinopla de 1850 a 1854.